# Lamium purpureum
Lamium purpureum, denumită și sugel sau pizda țigăncii, aparține familiei Labiatae, familie din care fac parte și urzica, urzica moartă, etc.
Are o înălțime de 5 până la 20 cm. Înflorește primăvara devreme, la sfârșitul lunii martie. Florile sunt de culoare violet.

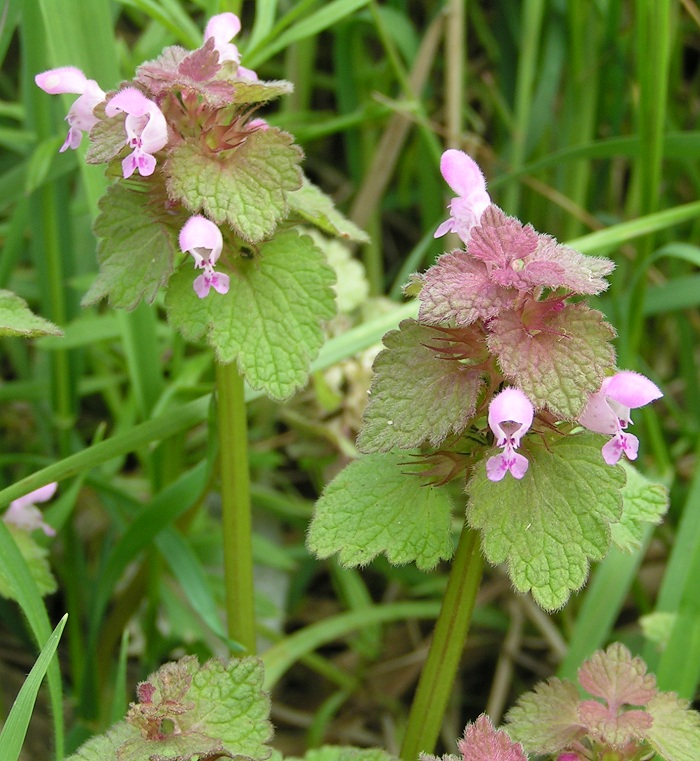
L. purpureum Essex, England, United Kingdom
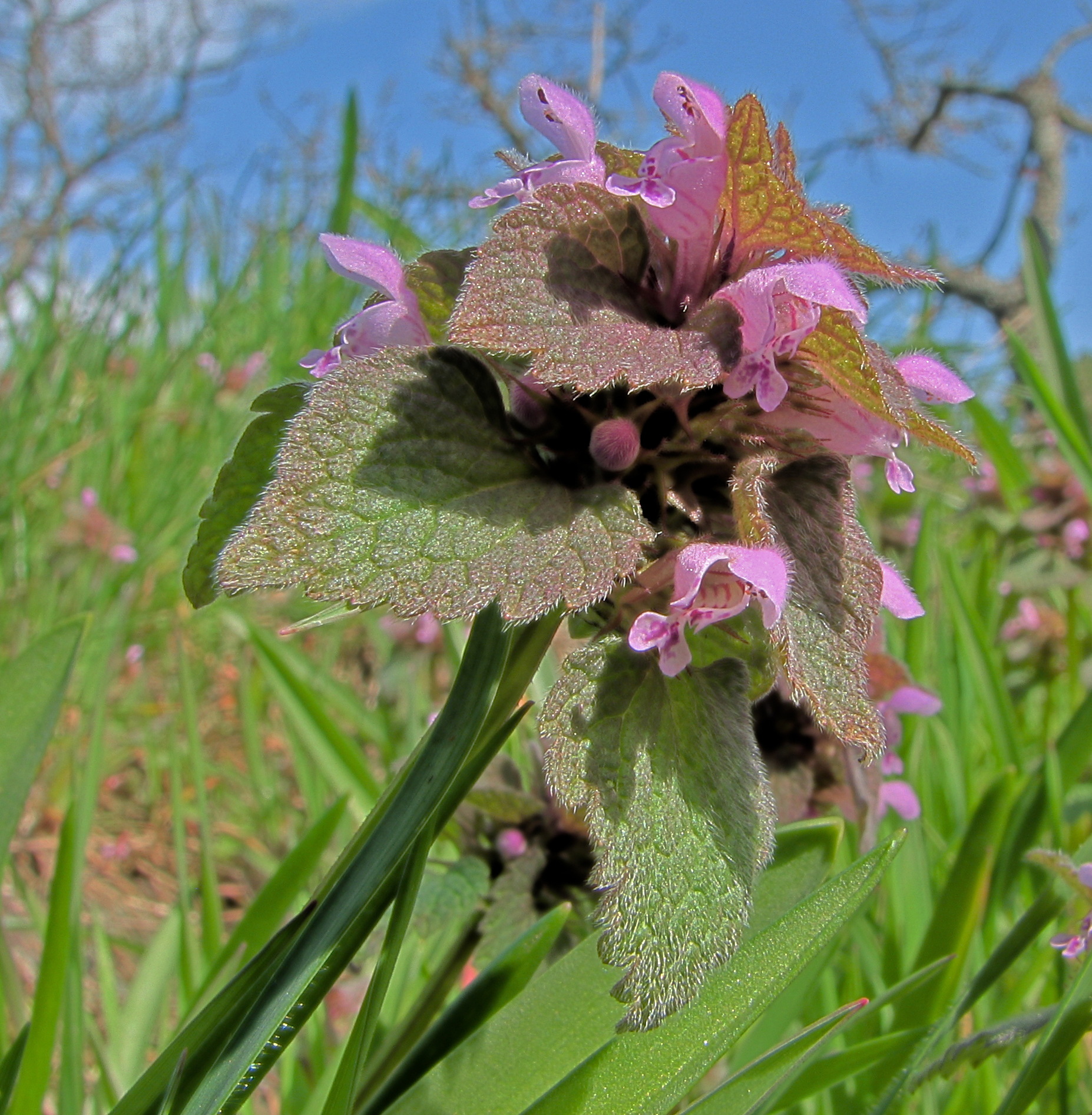
L. purpureum Vancouver Island, British Columbia, Canada
Frunză

## Legături externe
Materiale media legate de Lamium purpureum la Wikimedia Commons